# Šri Džajavardenapura Kote
Šri Džajavardenapura Kote (v mednarodnem latiničnem zapisu Sri Jayawardenepura Kotte ali Sri Jayewardenepura Kotte, splošno znano kot Kote) je uradno administrativno glavno mesto Šrilanke. Stoji v urbanem območju Kolomba in predstavlja njegovo satelitsko mesto.

## Zgodovina
Vas Darugama je ležala ob sotočju dveh potokov, Diyawanna Oya in Kolonnawa Oya. Ker je bila Darugama naravno varno mesto, ni bila enostavna za osvojitev napadalcev. V 13. stoletju je poglavar Nissanka Alagakkonara na tem mestu zgradil Kote (kar pomeni trdnjava)
Alagakkonara (pomembna fevdalna družina, ki je v srednjeveškem obdobju na Šrilanki zagotovila močne ministre in vojaške vladarje) omenja Ibn Batuta kot vladarja v Kurunegali, vendar drugi viri kažejo, da je bil bandara (skrbnik) Raigama Korale, okrožja v sodobnem mestu Kalutara. Arya Chakravarthyjeva vojska je najprej zasedla trdnjavo Alagakkonare nato Kotte, medtem ko je napadla sovražnikovo floto pri Panaduri na jugozahodu.
Kote je bila jala durgha (vodna utrdba) v obliki trikotnika, obdana z močvirji ob potokih Diyawanna Oya in Kolonnawa Oya, ki so ščitila dve daljši stranici; vzdolž krajše tretje (kopenske) strani je bil izkopan velik obrambni jarek (notranji jarek). Trdnjava je imela skoraj 2,5 km² površine, utrjena z obzidjem iz kabooka ali lateritne skale, visokim 2,5 metra in širokim 10,7 metra.
Leta 1391 se je Kote, po osvojitvi princa Sapumala (Sembahap Perumal) iz kraljestva Džafna, preimenoval v Sri Jayawardhanapura ('razgibano mesto rastoče zmage'). Postalo je glavno mesto antičnega kraljestva Kotte, kar je ostalo do konca 16. stoletja.
Za obzidje in veličastne tri nadstropne stavbe, ki so predstavljale kraljevo palačo, so za gradnjo v glavnem uporabljali laterit in glino. Enega od kamnolomov, iz katerega so pridobivali bloke laterita, je mogoče videti tudi danes v prostorih Ananda Sasthralaya (lokalna šola).
Glavne značilnosti glavnega mesta so bile:
- Kraljeva palača z zidovi iz kremena, ki se je bleščal v mesečini (candrakanta pasana) in zlat koničast zvonik, lepi cvetoči vrtovi in izviri vode.[5]
- Trinadstropna Dalada Maligawa z Budovo relikvijo – zobom – v njej (Sri Dalada Maligawa pomeni tempelj Budovega zoba)
- Petnadstropna "Arama", kjer je prebivalo 60 budističnih bhikkujev (menihov), s Sangha Raja (velikim duhovnikom) na čelu.
- Kraljeva zakladnica
- Kotavehara v Baddagani, edini budistični tempelj mesta zunaj obrambnega jarka in obzidja.
- Kraljevo pokopališče v Beddagani (spominski prostor Veherakanda)
- Angampitiya, vojaška parada in vadišče tik pred notranjim jarkom

Portugalci so na otok prišli leta 1505, ko jih je kralj najprej pozdravil. Toda imeli so militaristične in monopolne namere in so do leta 1565 prevzeli nadzor nad mestom. V nasprotju s ponavljajočimi se napadi sil sosednjega kraljestva Sitawaka, so portugalski državljani mesto opustili in prinesli prestolnico v Kolombo.
Kot podobna mesta te dobe, je bilo Šri Džajavardenapura Kote zgrajeno z varnostjo v mislih. Ščitili so ga obzidje in jarek. Sledi tega jarka in obzidja so na nekaterih mestih še vedno vidni. Ob delih obzidja zdaj gradijo hiše, garaže in celo stranišča.
Urbanizacija Koteja se je ponovno začela v 19. stoletju. Arheološki ostanki so bili razrušeni in uporabljeni kot gradbeni materiali (proces, ki se nadaljuje) - nekateri so celo končali na Viktorijinem mostu čez reko Kelani.

## Lastništvo
Novi parlament je bil odprt 29. aprila 1982. Objekti so bili zgrajeni na dvignjenem zemljišču, na ogromnem jezeru, ki je nastalo z izkopavanjem močvirja okoli Diyawanna Oya. Nove parlamentarne stavbe so bile zgrajene na otoku Duwa velikem 50.000 kvadratnih metrov v središču jezera. Otok (izven ceste Baddegana, Pita Kote) je bil uporabljen za rekreacijo in premikanje portugalskih vojakov v zadnjih dneh obdobja Kote, alkohol je bilo prepovedano nositi iz mesta. Nazadnje je pripadal E. W. Pereru, ki je na njem  imel piščančjo farmo, preden je bil dodeljen državi. 29. aprila 1982 je novi parlamentarni kompleks razglasil nekdanji predsednik J. R. Jayewardene.
Proces premestitve vladnih institucij iz nekdanje prestolnice Kolombo še vedno poteka.

## Občinska uprava
Mestni svet Koteja je postal Mestni svet Šri Džajavardenapura Kote leta 1997.
Občinski svet je sestavljen iz 20 članov, ki so izvoljeni po proporcionalnem načelu. Ima 10 odborov, gre za volilne delitve brez posamične zastopanosti.

### Okrožja
- Pita Kote - je notranji Kote, torej tvori notranji del mesta. Znamenitost je tempelj Maliban Aramaya.
- Etul Kote
- Nawala
- Nugegoda
- Rajagiriya

## Demografija
Kote je večetnično, večversko urbano središče. Prebivalstvo Koteja so večinoma Singalci, z mešanico Tamilcev, muslimanov, Malezijcev in Burgerjev (večina muslimanov in indijskih Tamilcev živi na območju Rajagiriya). Obstajajo majhne skupnosti ljudi kitajskega, malajskega in indijskega porekla, pa tudi majhne tuje skupnosti. Po popisu leta 2001 je demografija po etničnosti in religiji naslednja:
|                   | 2001    | odstotek |
| ----------------- | ------- | -------- |
| Singalci          | 101.331 | 87,49%   |
| šrilanški Tamilci | 6.583   | 5,68%    |
| šrilanški Mavri   | 4.031   | 3,48%    |
| Burgerji          | 1.367   | 1,18%    |
| Malajci           | 919     | 0,79%    |
| indijski Tamilci  | 786     | 0,68%    |
| šrilanški Četi]]  | 65      | 0,06%    |
| Barata            | 57      | 0,05%    |
| drugi             | 687     | 0,59%    |
| Skupaj            | 115.826 | 100%     |
| Budisti           | 93.364  |          |
| Rimokatoliki      | 8.659   |          |
| Muslimani         | 5.465   |          |
| Hindujci          | 4.550   |          |
| drugi kristjani   | 3.618   |          |
| Drugi             | 170     |          |

## Infrastruktura

### Promet
Edina glavna železniška postaja je v kraju Nugegoda, na progi dolina Kelani. V mestu je tudi glavni avtobusni terminal in razvejana mreža postajališč. 
Leta 2005 je bila vzpostavljena linija potniške ladje, ki ima začetek v bližini parka pri Parlamentu v kraju Bataramulla in konec v Wellawatte, kanalu blizu Marine. Potovanje traja približno 30 minut. Ima več postajališč.

## Podnebje
Za Šri Džajavardenapura Kote je značilno tropsko podnebje deževnega gozda (Köppen: Af), v katerem se med letom temperature spreminjajo. Mesto se ponaša z bolj vlažnimi in suhimi meseci, februar pa je v povprečju najbolj sušen mesec, saj ima povprečno 63 mm padavin. Ker pa nobena povprečna mesečna količina padavin ne pade pod 60 mm, se je Šri Džajavardenapura Kote uvrstil v kategorijo podnebnih razmer v tropskem gozdu.